# Salvertia convallariodora
Salvertia convallariodora é uma árvore pertencente à família Vochysiaceae.

A Salvertia convallariodora A.St.-Hil. pode chegar até 8m de altura, apresentando ramos não opostos dísticos. As pétalas são brancas em quantidade de 5. Os frutos são do tipo cápsula obovoide ou oblonga. É encontrado no Norte, Nordeste, Centro-Oeste e Sudeste  no Cerrado e Savana Amazônica.

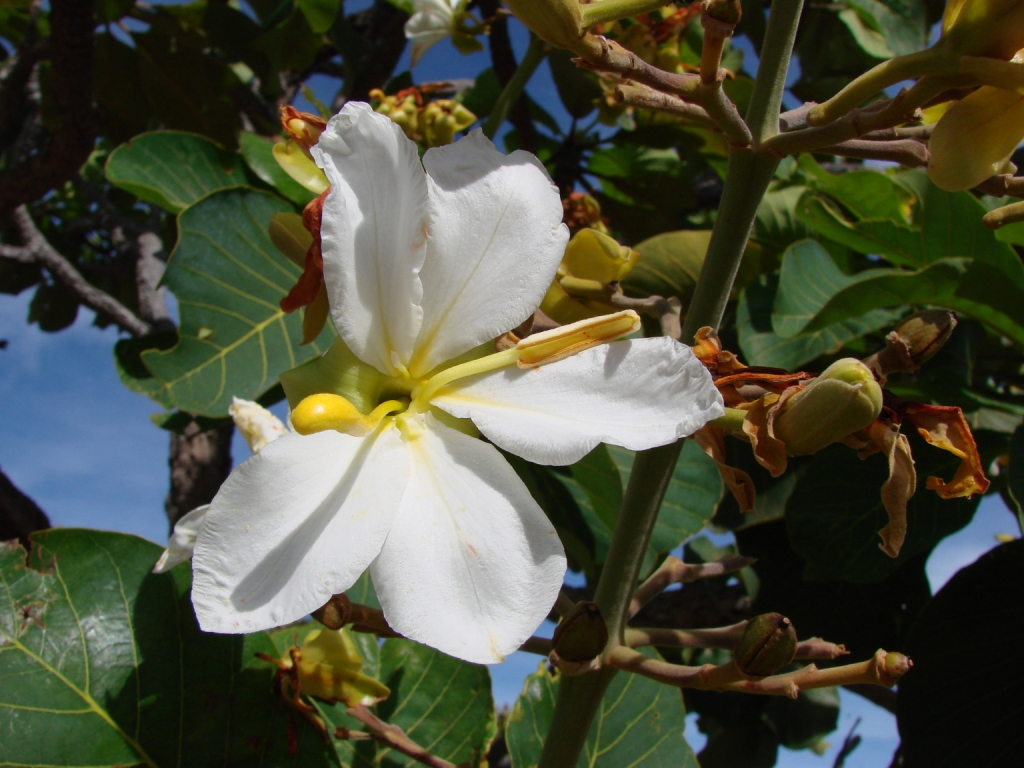
Flores de Salvertia convallariodora

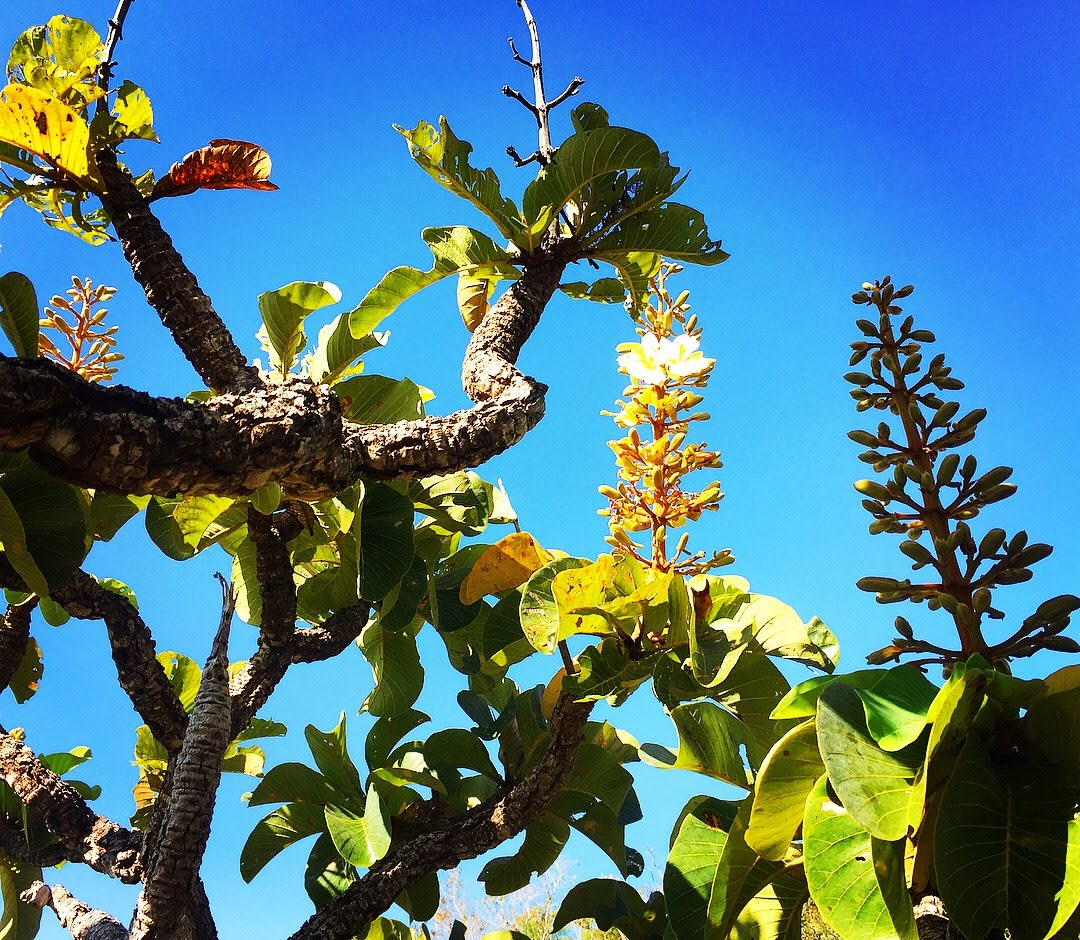
Salvertia convallariodora A.St.-Hil.

Sua madeira não tem grandes qualidades para uso em construções, sendo empregada na marcenaria de baixo valor.